# Miercurea Nirajului
Miercurea Nirajului (em húngaro: Nyárádszereda, AFI: /ˈɲaːratsɛrɛdɒ/; em alemão: Sereda) é uma cidade do județ (distrito) de Mureș, na região histórica da Transilvânia, Roménia. Em 2011 tinha 5 554 habitantes e em 2016 estimava-se que tivesse 6 101 habitantes. A área administrada pela cidade tem 55,88 km² e inclui a aldeias de Beu (em húngaro: Székelybő), Dumitrești (Demeterfalva), Lăureni (Kisszentlőrinc), Moșuni (Székelymoson), Șardu Nirajului (Székelysárd), Tâmpa (Székelytompa) e Veța (Vece).
Em termos étnicos, segundo o censo de 2011, 10% da população era romena, 80,2% húngara e 6,1% cigana. A área faz parte do chamado País Székely, uma região histórica e etnográfica onde os habitantes eram predominantemente sículos, uma etnia de origem húngara.[carece de fontes?]